# Armada 2526
Armada 2526 là một game chiến lược khoa học viễn tưởng 4X do studio Ntronium Games của Anh phát triển, được phát hành tại Bắc Mỹ vào ngày 17 tháng 11 năm 2009. Armada 2526 là một ví dụ của thể loại game chính kịch không gian, và là người thừa kế tinh thần của tựa game Armada 2525, do hãng Interstel phát hành vào năm 1991. Armada 2526 đặt người chơi phụ trách một đế chế thiên hà non trẻ, khám phá thiên hà lân cận và mở mang bờ cõi, đồng thời mang quân tiêu diệt các đế chế đối địch. Lối chơi trong game là sự kết hợp giữa hệ thống giữ thời gian theo lượt và thời gian thực, và người chơi có thể sử dụng các phương tiện quân sự, ngoại giao, kinh tế và công nghệ để tiếp tục phát triển đế chế của mình. Game nhận được nhiều đánh giá trái chiều từ giới phê bình.
Ntronium cũng đã phát hành một bản mở rộng cho game, có tên Armada 2526: Supernova, cho phép mục chơi trực tuyến nhiều người chơi. Supernova bao gồm thêm hai chủng tộc ngoài hành tinh mới, những mối hiểm họa mới, một cơ chế thương mại được cập nhật và nhiều công nghệ có thể nghiên cứu trở lại.

## Lối chơi
Cơ chế lối chơi cơ bản của Armada 2526 là 4X, viết tắt của explore, expand, exploit và exterminate. Người chơi dành thời gian khám phá thiên hà, mở rộng đế chế của mình, khai thác các nguồn tài nguyên khác nhau được tìm thấy và tiêu diệt các đối thủ xung quanh. Trò chơi sử dụng các yếu tố của cả hệ thống theo lượt và theo thời gian thực, không có trận chiến định sẵn và có nhiều con đường mang lại cho người chơi chiến thắng sau cùng. Trò chơi kéo dài trong một khoảng thời gian tùy ý, được đặt ở đầu game; nền văn minh thiên hà với nhiều điểm nhất vào cuối game là người chiến thắng. Các điều kiện để chiến thắng khác nhau tùy thuộc vào chủng tộc mà người chơi chọn từ đầu game. Một số chủng tộc tập trung vào hạnh phúc của công dân họ, số khác tập trung vào phát triển công nghệ, và số khác nữa thì tập trung vào dân số. Có bốn kịch bản game khác nhau mà người chơi có thể lựa chọn, mỗi kịch bản có kích thước bản đồ khác nhau được tạo ngẫu nhiên. Các bản đồ này có thể chứa bất kỳ nơi nào từ hai đến mười bảy phe.
Phần lớn Armada 2526 diễn ra dưới dạng 2D, với bản đồ sao chính và các trận chiến diễn ra trên bề mặt 2D. Tuy nhiên, cũng có thể xem các trận chiến từ góc nhìn 3D. Việc khám phá được thực hiện trên bản đồ sao chính và người chơi có thể sử dụng loại tàu vũ trụ mang tên Ark Ship để đi đến những thế giới mới và tiến hành xây dựng thuộc địa. Cũng như quá trình thuộc địa hóa, người chơi có thể mở rộng đế chế của mình bằng cách liên hệ với các thuộc địa của người ngoài hành tinh, bằng cách liên minh với các đế chế khác, thông qua gầy dựng và bằng các phương tiện quân sự. Những loại tàu vũ trụ mà người chơi sử dụng trong trận chiến bao gồm tàu trinh sát nhỏ, tàu hộ tống cỡ trung bình, tàu khu trục, và tàu sân bay dreadnought cỡ lớn.
Người chơi chịu trách nhiệm duy trì nền kinh tế cho các thuộc địa của mình và có thể áp đặt các chính sách thuế và di cư cho phe ta. Dân số của các thuộc địa cũng là một mối bận tâm đối với người chơi, và dễ dàng sung dân số của thuộc địa mình bằng cách vận chuyển thêm người từ các thế giới khác. Các quy trình này cũng đều được tự động hóa. Công tác ngoại giao trong Armada 2526 bao gồm khả năng thành lập các liên minh tấn công và phòng thủ; giao dịch tiền bạc, tàu bè, thuộc địa, công nghệ và thông tin; và đe dọa, đưa ra tối hậu thư hoặc đề nghị sự ưu đãi. Ngoài ra còn có một số công nghệ bất thường mà người chơi có thể nghiên cứu trong game. Ngoài các vật phẩm như tàu vũ trụ, vũ khí và lá chắn, người chơi còn được phép phát triển các loại công nghệ tối tân như tàu siêu tốc hình mực được chế tạo theo kiểu kỹ thuật sinh học và các nhà ngoại cảm thường dân dùng để phát hiện tàu chiến của kẻ thù trong không gian phía trên hành tinh của họ.

## Đón nhận
Armada 2526 nhận được nhiều đánh giá trái chiều từ giới phê bình, dẫn đến điểm trung bình tích lũy là 66/100 theo trang web tổng hợp kết quả đánh giá Metacritic. Mike Splechta của Game Zone' ca ngợi khả năng tiếp cận và giá trị chơi lại của game, nhưng chỉ trích đồ họa của nó là "không đạt tiêu chuẩn ngày nay". Đánh giá của Simon Priest trên Strategy Informer nhìn chung là tích cực, nhưng ông chỉ trích giao diện người dùng của trò chơi, gọi nó là "liên kết yếu trong chuỗi mắt xích". Mặt khác, James Allen của Out of Eight, ca ngợi giao diện người dùng "nhiều thông tin", cũng như kích thước của các bản đồ ngẫu nhiên, sự kiểm soát của máy tính đối với các thuộc địa, đối thủ của AI và sự đa dạng của các điều kiện chiến thắng. Tuy nhiên, ông chỉ trích việc thiếu phần chơi trực tuyến nhiều người chơi trong phiên bản gốc, và gọi trận chiến là "nhạt nhẽo", ngoại giao là "chung chung", và nói rằng Armada "thiếu 'cú hích' của những lời đề nghị thiết thực hơn". Đánh giá của Adam Solo trên Space Strategy Games Sector đã gọi Armada 2526 là một "game rất hay", nhưng nói rằng "nó có thể không dành cho tất cả mọi người", lưu ý rằng điều này phù hợp với mục tiêu của Ntronium là những người hâm mộ chiến lược khó tính. Ông cũng khen ngợi các nhà phát triển vì họ đã liên tục cải tiến trò chơi.